# 阿南哲朗
阿南 哲朗（あなん てつろう、1903年-1979年）は日本の詩人・童話作家である。

## 生涯
本名は竹千代（たけちよ）。大分県直入郡（なおいりぐん）生まれ。幼少時に福岡県小倉（現在の北九州市）に転居。
九州電気軌道株式会社（現・西日本鉄道株式会社）に入社。到津遊園（現在の到津の森公園の前身）設立に際して企画運営を担当、林間学園の開催に携わる。1946（昭和21）年からは到津遊園園長に就任。
児童文学者久留島武彦（くるしまたけひこ）の薫陶で童話を創作、口演活動を行う。詩作活動にも力を注いだ。
北九州市の学校歌なども多数作詞しており、北九州市内には小笠原音頭や旗頭神社のこどもみこし音頭など作詞を顕彰する碑文も残されている。

## 主な作品
- 詩集『石にひびく』
- 民謡集『あのうたこのうた』
- 童話集『よるの動物園』

校歌
- 北九州市立泉台小学校校歌（作曲：佐々木すぐる）
- 北九州市立筒井小学校校歌（作曲：佐々木すぐる）
- 真颯館高等学校校歌（作曲：佐々木すぐる）